# Lepidojulia arnaui
Lepidojulia arnaui är en fjärilsart som beskrevs av Orfila 1952. Lepidojulia arnaui ingår i släktet Lepidojulia och familjen björnspinnare. Inga underarter finns listade i Catalogue of Life.